# Via di Leloir
La via di Leloir è una via metabolica per il catabolismo di D-galattosio. Prende il nome da Luis Federico Leloir.
Nel primo passo, il complesso enzimatico galattosio mutarotasi facilita la conversione di β-D-galattosio per α-D-galattosio poiché questa è la forma attiva nel percorso. 
In seguito, α-D-galattosio è fosforilata da galattochinasi a galattosio-1-fosfato. 
Nel terzo passo, D-galattosio-1-fosfato viene convertito tramite galattosio 1-fosfato uridililtransferasi a UDP-galattosio utilizzando UDP-glucosio come fonte uridina difosfato. Infine, UDP-galattosio 4-epimerasi ricicla l'UDP-galattosio a UDP-glucosio per la reazione transferasi. Inoltre fosfoglucomutasi converte il D-glucosio 1-fosfato a D-glucosio-6-fosfato.

## Reazioni tipiche

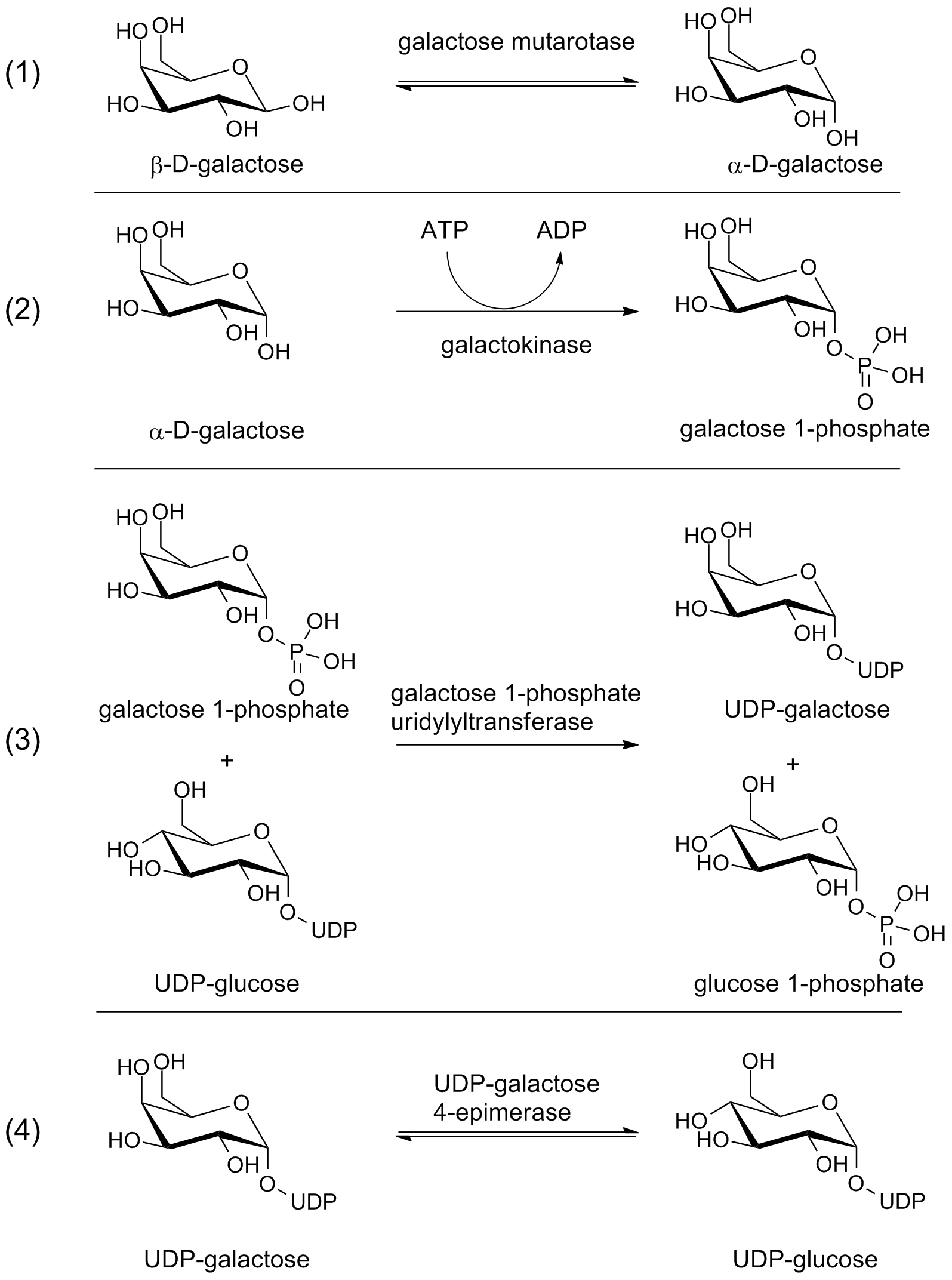
Intermedi ed enzimi nel percorso di Leloir del metabolismo del galattosio

Nella tabella seguente vengono descritte le principali reazioni che seguono il percorso di Leloir e illustrate nella figura accanto.
| Reazione | Enzima                                               | Meccanismo |
| --- | ---------------------------------------------------- | --- |
| β-D-galattosio {\displaystyle \rightleftharpoons }α-D-galattosio                                                           | Aldosio 1-epimerasi EC 5.1.3.3                       | Epimerizzazione del galattosio dal β-anomero all'α-anomero                                                                                |
| α-D-galattosio + ATP {\displaystyle \rightleftharpoons }ADP + α-D-Galattosio-1-fosfato                                     | Galattochinasi EC 2.7.1.6                            | Fosforilazione del galattosio in galattosio-1-fosfato                                                                                     |
| α-D-galattosio-1-fosfato + UDP-α-D-glucosio {\displaystyle \rightleftharpoons }α-D-glucosio-1-fosfato + UDP-α-D-galattosio | Galattosio 1-fosfato uridililtransferasi EC 2.7.7.12 | Trasferimento di un residuo di UMP da un UDP-glucosio a un galattosio-1-fosfato per dare un UDP-galattosio rilasciando glucosio-1-fosfato |
| α-D-glucosio-1-fosfato {\displaystyle \rightleftharpoons }α-D-glucosio-6-fosfato                                           | Fosfoglucomutasi EC 5.4.2.2                          | Isomerizzazione del glucosio-1-fosfato in glucosio-6-fosfato                                                                              |
| UDP-α-D-galattosio {\displaystyle \rightleftharpoons }UDP-α-D-glucosio                                                     | UDP-galattosio 4-epimerasi EC 5.1.3.2                | Epimerizzazione dell'UDP-galattosio per rigenerare l'UDP-glucosio                                                                         |

## Difetti metabolici
Ci sono tre tipi di difetti metabolici nel catabolismo del galattosio illustrati brevemente nella tabella seguente. 
| Nome                                                | Enzima                                   | Descrizione |
| --------------------------------------------------- | ---------------------------------------- | --- |
| Carenza di galattochinasi                           | Galattochinasi                           | Provoca la cataratta, che è curabile limitando l'assunzione di galattosio con la dieta. |
| Carenza di UDP-galattosio 4-epimerasi               | UDP-galattosio 4-epimerasi               | È estremamente raro, sono stati segnalati solo 2 casi. Provoca sordità per i danni al nervo vestibolococleare (sordità neuropatica). |
| Carenza di galattosio 1-fosfato uridililtransferasi | Galattosio 1-fosfato uridililtransferasi | È il più problematico, in quanto una dieta priva di galattosio non sono efficaci nel trattamento di deficit neurocognitivi (in particolare disturbi del linguaggio come la disprassia verbale) e insufficienza ovarica. Se viene somministrata una dieta priva di galattosio, cataratta e sintomi acuti come insufficienza renale ed epatica; rispondono immediatamente. |